# ユンカー振動試験

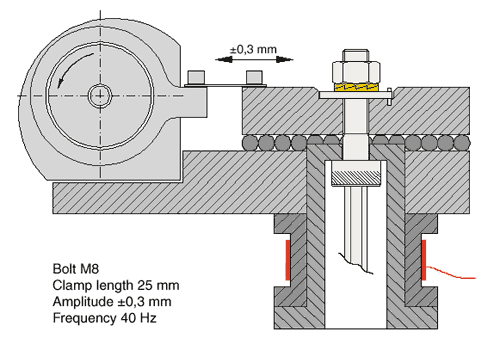
ユンカー振動試験機　出展：https://mdmetric.com/

ユンカー振動試験（ユンカーしんどうしけん、英: Junker vibration test）は、ボルト締結の耐振動性を検証するために広く用いられる機械試験の一つである。
現在広く普及しているボルト・ナットの締結力を検証する振動試験は2種類あり、一つは米国航空規格に則った NAS（National Aerospace Standards）式振動試験、もう一つがドイツ工業規格であるDIN65151（またはDIN25151）に準拠したユンカー振動試験である。ボルト締結体にとって最悪と言える状況下で試験を行うため、世界で最も厳しい振動試験と呼ばれることもある。
ユンカー振動試験では、ロードセルと呼ばれるセンサーに試験機を接続し、ボルト・ナット等試験対象の締結物を締め付ける際に加えられた力量（トルク・単位：Nm）と、その結果発生した軸力（単位：kN）を測定することができる。締結軸力とは、加えられた締め付けトルクが、締結物の座面およびねじ部の摩擦抵抗により奪われた後に締結体に残存する力量を指し、締結体が締め付けを行う力である。このロードセルにより、ユンカー振動試験ではどの程度の軸力が振動によって失われているのか、また軸力を完全に失ってしまう時点を特定・決定することができる。

## 概要

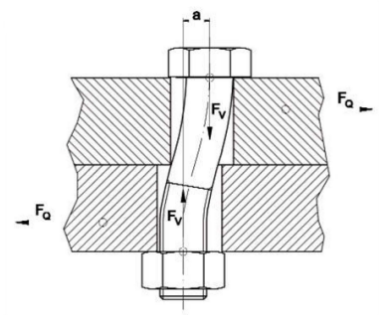
ボルト締結にせん断方向の振動を加えた時の締結に関連する要素。 a： 　 振動変位量(振幅） ＦQ：　剪断力 ＦV：　締結力（面圧）

振動に起因するボルト締結の自発的な緩み（戻り回転を起こす回転緩み）のメカニズムは、60年に渡って研究され続けてきたが、現在では回転緩みのメカニズムは多方面の研究により解明されている。
1969年、ドイツの工学博士であるゲルハルト・H・ユンカーが発表した、ボルト締結体がせん断方向の振動を受けた際に発生する戻り回転のメカニズムについての論文を、ドイツ自動車エンジニア協会が認定。DIN 65151として規定する実証試験規格とし、その発表論文に記載されていた試験方法および装置を用いた試験が、後にユンカーの名を冠してユンカー振動試験（またはユンカー式振動試験）と呼ばれるようになった。また、近年になって DIN 65151 規格にて明確に規定されていない振動数や振幅、更には二硫化モリブデンペーストでの潤滑など試験方法の詳細点や試験結果のレポート方法に至るまでを規定した新たな規格、DIN 25201 が2010年に制定された。
設計士はユンカー振動試験を行うことで、ボルト締結部が振動に晒された際に締結力を失う地点を検証することができ、ロックナットやウェッジロックワッシャー、その他座金類のようないわゆる「緩み止め」と言われる製品の機能を耐振動性という点で検証することもできる。

## 実際のユンカー振動試験
ユンカー振動試験の様子は、下記のようなものである。
- ノルトロックワッシャー／ユンカー振動試験での他製品比較検証 - YouTube
- Huck Fit vs Bolt Junkers Test - YouTube
- ＤＴＩシステム　ユンカー試験機で軸力測定 - YouTube

## 参考資料
1. SCHATZ Japan - ネジ緩み振動試験 - ユンカー式　ＤＩＮ65151/25201
2. Wikipedia - Junker Test（英語）
3. 株式会社ノルトロックジャパン - ノルトロックワッシャー
4. 池田金属工業株式会社 - ユンカー振動試験結果